# Le Rouge et le Noir (série télévisée, 2026)
Pour les articles homonymes, voir Le Rouge et le Noir (homonymie).
Production
Diffusion
Le Rouge et le Noir est une série télévisée française réalisée par Gaël Morel d'après un scénario de Georges-Marc Benamou et Gilles Taurand.
Cette fiction est une coproduction de Siècle Productions et Arezzo Films.

## Synopsis
Julien Sorel, originaire de Verrières, en Franche-Comté vit à Besançon, tombe amoureux de Mme de Rênal, et devient à Paris, secrétaire du marquis de La Mole, et tombe amoureux de sa fille, Mathilde.

## Distribution
- Victor Belmondo : Julien Sorel
- Virginie Ledoyen : Mme Louise de Rênal
- Camille Razat : Mathilde de La Mole
- Patrick Timsit : Monsieur de Rênal
- Patrick Mille : Marquis de La Mole
- Romane Bohringer : Marquise de La Mole
- Théo Cholbi : Norbert de La Mole
- Zoé Adjani : Élisa
- Sophie Guillemin : Madame Derville
- Fred Testot : Valenod
- Pablo Lourenço : Stanislas de Rênal
- Lauren Luczac-Kahlert : Marie-Louise de Renal
- Stéphane Rideau : Fouqué
- Loyan Pons de Vier : Marquis de Croisenois
- Malik Zidi : Abbé Pirard
- Jérôme Deschamps : Abbé Chélan
- Philippe Girard : Arsène
- Salim Kechiouche : Altamira
- Gabriel Almaer : Octave
- Fabian Leenders : Petit-René
- Marie Alexandre : Zélie

## Production

### Genèse et développement
Cette fiction est une coproduction de Siècle Productions et Arezzo Films réalisée pour France 2 avec la participation de France Télévisions,,.
La série est créée et écrite par Georges-Marc Benamou et Gilles Taurand, réalisée par Gaël Morel et produite par Georges-Marc Benamou et Jordan Leclerc pour Siècle Productions et par Frédéric Bruneel pour Arezzo Films,,,.

### Attribution des rôles
En avril 2025, on apprend que Victor Belmondo va tenir le rôle de Julien Sorel dans une adaptation pour France Télévisions du chef-d'œuvre de Stendhal.
En juillet 2025, Le Figaro TV Magazine annonce que la distribution est complétée par Virginie Ledoyen, Patrick Timsit, Camille Razat, Patrick Mille et Zoé Adjani.

### Tournage
Le tournage de la série se déroule du 18 août au 10 octobre 2025 dans les régions Île-de-France, Hauts-de-France et Auvergne-Rhône-Alpes,,,,.

### Fiche technique
Sauf indication contraire, les informations mentionnées dans cette section peuvent être confirmées par les bases de données cinématographiques  présentes dans la section « Liens externes ».
- Titre français : Le Rouge et le Noir
- Création : Georges-Marc Benamou et Gilles Taurand[1],[4],[2],[3]
- Réalisation : Gaël Morel[1],[4],[2],[3]
- Scénario : Georges-Marc Benamou et Gilles Taurand[1],[4],[2],[3]
- Production : Georges-Marc Benamou, Jordan Leclerc et Frédéric Bruneel pour Arezzo Films[1],[4],[2]
- Sociétés de production : Siècle Productions et Arezzo Films[1],[2]
- Sociétés de distribution : France Télévisions[1],[2]
- Pays de production :  France
- Langue originale : français
- Format : couleur
- Genre : Drame historique
- Nombre de saisons : 1
- Nombre d'épisodes : 4
- Durée : 52 minutes[1],[4]
- Dates de première diffusion :